# Gornja Ravska
Gornja Ravska (en cirílico: Горња Равска) es una aldea de la municipalidad de Prijedor, Republika Srpska, Bosnia y Herzegovina.
Gornja Ravska incluye administrativamente a las aldeas o asentamientos de Šabići, Butković, Kutanjci, Klarići, Jurici, Gačići, Zgodici, Čavlovići, Begići, Posavci, Ždralovići, Delići, Šolaje, Milojice, Pavlovići, Ždralovići, Petrovic Komljen, Blaževići.

## Población
| Composición de la Población - Localidad de Gornja Ravska | Composición de la Población - Localidad de Gornja Ravska | Composición de la Población - Localidad de Gornja Ravska | Composición de la Población - Localidad de Gornja Ravska | Composición de la Población - Localidad de Gornja Ravska | Composición de la Población - Localidad de Gornja Ravska |
| -------------------------------------------------------- | -------------------------------------------------------- | -------------------------------------------------------- | -------------------------------------------------------- | -------------------------------------------------------- | -------------------------------------------------------- |
|                                                          | 2013                                                     | 1991                                                     | 1981                                                     | 1971                                                     | 1961                                                     |
| Total                                                    | 75                                                       | 308 (100,0%)                                             | 378 (100,0%)                                             | 389 (100,0%)                                             | 428 (100,0%)                                             |
| Varones                                                  | 46                                                       | -                                                        | -                                                        | -                                                        | -                                                        |
| Mujeres                                                  | 29                                                       | -                                                        | -                                                        | -                                                        | -                                                        |
| Bosniacos                                                | -                                                        | -                                                        | -                                                        | -                                                        | 1 (0,234%)                                               |
| Serbios                                                  | 36                                                       | -                                                        | 4 (1,058%)                                               | 5 (1,285%)                                               | 1 (0,234%)                                               |
| Croatas                                                  | 38                                                       | 287 (93,18%)                                             | 314 (83,07%)                                             | 384 (98,71%)                                             | 426 (99,53%)                                             |
| Bosnios                                                  | 1                                                        | -                                                        | -                                                        | -                                                        | -                                                        |
| Gitanos                                                  | -                                                        | -                                                        | -                                                        | -                                                        | -                                                        |
| Musulmanes                                               | -                                                        | -                                                        | -                                                        | -                                                        | -                                                        |
| Albaneses                                                | -                                                        | -                                                        | -                                                        | -                                                        | -                                                        |
| Yugoslavos                                               | -                                                        | 19 (6,169%)                                              | 60 (15,87%)                                              | -                                                        | -                                                        |
| Ukranianos                                               | -                                                        | -                                                        | -                                                        | -                                                        | -                                                        |
| Montenegrinos                                            | -                                                        | -                                                        | -                                                        | -                                                        | -                                                        |
| Eslovenos                                                | -                                                        | -                                                        | -                                                        | -                                                        | -                                                        |
| Ortodoxos                                                | -                                                        | -                                                        | -                                                        | -                                                        | -                                                        |
| Macedonios                                               | -                                                        | -                                                        | -                                                        | -                                                        | -                                                        |
| Húngaros                                                 | -                                                        | -                                                        | -                                                        | -                                                        | -                                                        |
| Otros                                                    | -                                                        | 2 (0,649%)                                               | -                                                        | -                                                        | -                                                        |
| Sin declarar                                             | -                                                        | -                                                        | -                                                        | -                                                        | -                                                        |
| Desconocidos                                             | 1                                                        | -                                                        | -                                                        | -                                                        | -                                                        |